# نعمات حماد
نعمات حماد، ممثلة سودانية، ولدت في مدينة كوستي على ضفاف النيل الأبيض، في الأربعينات من القرن الماضي، والدها الشيخ حماد أحمد الفادني المشهور (بسدرين) جاءت ابنته نعمات وهو في السبعين من عمره، كان يتلهف بأن يرزق بنتاً يسميها «رابعة العدوية»، والدتها هي فاطمة بنت الفقيه الناير بن الشيخ عيد أبو قرون، جاءت البنت وسميت نعمة بناءً على رغبة والدتها التي أرادت هذا الاسم تيمناً وإعجاباً بالشيخة نعمة بت الشيخ ود مضوي، ووفاء لوعد قطعته الوالدة معها، عاشت في كنف والدها الذي توفي وتركها وعمرها ثلاث سنوات ورغماً عن استجابة لطلب زوجته إلا انه كان يناديها برابعة حتى مماته، ولأنها كانت آخر العنقود فقد وجدت اهتماماً كبيراً من أشقائها خاصة شقيقها المناضل يوسف.

## بدايات قوية
بدأت نعمات بالولوج إلى عالم الصحافة وعملت كمتعاونة مع مجلة «الصباح الجديد» في باب المرأة الريفية لمعرفتها وتجربتها ولأنها من النيل الأبيض، ثم مجلة الإذاعة «هنا أم درمان»، ثم مجلة «المجد» غير المطبوعة ثم مجلة «الناس»، ولقد كان عطائها آنذاك أكبر من عمرها، فهي حاورت الدكتورة عائشة بنت الشاطئ حول المرأة التي تصنع رجل الدولة دون أن تصنع نفسها، وحاورت السفير الأمريكي في الخرطوم وكان ذلك في الستينات وقد تم في مكتب وزير الاستعلامات ولما كان وزير الخارجية حاضرأ هناك فقد أتيح لها فرصة مقابلة السفير الأمريكي بل عرض عليها الذهاب إلى أمريكا للدراسة ولكنها فضلت «إذاعة أم درمان» لأنها أحست ان الظرف السياسي في السودان خاصة في ذلك الوقت يحتاج إلى جهود أبنائه وخاصة النساء لأنهن السند الأمثل في قضايا التوعية والتعليم والتغيير الاجتماعي.

## التلفزيون
هي أول امرأة تظهر على شاشة التلفزيون السوداني، وأول امرأة تسمع كلمة «آكشن» وذلك من خلال البرنامج الدرامي «أسرة الشيخ أحمد» مع حسن عبد المجيد، وأحمد عاطف وعوض صديق والسر قدور كما شاركت في مسابقات رمضان التي كانت تبث على الهواء مباشرة إلا أن أعظم عمل قدمته كان مسرحية «الرقابة» التي أخرجها الشفيع الضوء، كذلك سجلت مع الفنان مكي سنادة والمخرج أحمد عاطف «أصبع القرد» وهي من الأدب العالمي.

## الإذاعة
دخلت نعمات الإذاعة ووجدت بها الممثلات نفيسة أحمد محمود ومنيرة عبد الماجد وفاطمة عبد المحمود وفوزية يوسف صالح وبخيتة أمين وأخريات، في الإذاعة شاركت في معظم التمثيليات الإذاعية خاصة برامج التعاون الذي كان يعده كمال محمود المحامي، والجدير بالذكر انه أول من قدمها للمايكرفون كما شاركت في تمثيليات الأستاذ حسن عبد المجيد، ومثلت في رائعة حمدنا الله عبد القادر «كشك ناصية» تقاسمت فيه البطولة مع الممثل مكي سنادة، التقت نعمات بالممثل الراحل الفاضل سعيد وكانت مشاركتها الأولى معه في مسرح المولد في الخرطوم. وطافت عبر فرقته كل مدن السودان وفي بداية المواسم المسرحية للاستاذ الفكي عبد الرحمن، شاركت في مسرحية الزوبعة - حسان البياحة - تاجوج - الشماشة - سقوط بارليف - بامسكا - أبو فانوس، وكتبت وأخرجت مسرحية «لعنة المحلق»، ثم مسرحية «المطر والحصاد» ومسرحية «زيارة لفريق تحت» التي قدمت على مسرح الشباب والأطفال بجانب سودنتها لمسرحية «عروس حسب الطلب» بالإضافة إلى تقديمها عرض الزرافة الراقصة في انجلترا، وأنجزت فيلم عن «ختان الإناث».

## قصة الطلاق
تزوجت نعمات من الفنان المعروف الطيب عبدالله في العام 1967، وقالت عن زواجها انها عاشت زواجا سعيدا أثمر هذا الزواج عن طارق وهو طبيب مقيم في بريطانيا وإلهام طبيبة مختصة في البكتيريا، وتوصلوا إلى قرار الانفصال لأسباب بعضها خاص وبعضها عام ولقد دفعت ثمناً باهظاً جراء هذا الطلاق
بحكم أنهما زوجان مشهوران حيث مرتعاً للعديد من الشائعات.